# بییالبا د گواردو
بییالبا د گواردو (به اسپانیایی: Villalba de Guardo) یک شهرستان در اسپانیا است که در استان پالنسیا واقع شده‌است.

## خصوصیات
بییالبا د گواردو ۳۴ کیلومترمربع مساحت و ۲۲۸ نفر جمعیت دارد.